# Soufian Charraoui
Soufian Charraoui (Rotterdam, 15 november 1996) is een Marokkaans zaalvoetballer die doorgaans als middenvelder speelt.

## Clubcarrière
Beginnend zijn futsalcarrière bij TPP Rotterdam, met een passage bij FC Eindhoven en Real Noorderwijk, scoort Soufian Charraoui op 10 februari 2018 acht doelpunten in één wedstrijd in de Nederlandse competitie tegen Hovocubo. Op 15 juni 2020 tekent hij een contract voor twee seizoenen bij Hovocubo. Na het stopzetten van de competities in Nederland door de Coronapandemie, vertrekt hij naar Italië om te spelen bij Elledì Fossano in de Serie B, waar hij bijdraagt aan de promotie naar de Serie A. Na zijn periode bij Elledì keert hij terug naar Hovocubo, waar hij 53 doelpunten scoort in 27 wedstrijden tijdens het seizoen 2021-2022 (reguliere competitie en play-offs).
In de zomer van 2022 verlaat hij Nederland om te spelen in de Franse eerste divisie bij Mouvaux Lille Métropole. Hij debuteert op 24 september 2022 tegen FC Kingersheim. Op 12 februari 2023 draagt hij bij aan een overwinning op Nantes Métropole Futsal met een hattrick. Mouvaux plaatst zich voor de kwartfinales van de nationale beker na een zege op Collectif Colmar (2-5), mede dankzij een hattrick van Charraoui. Op 18 maart 2023 scoort hij twee keer tegen Kremlin-Bicêtre Futsal, waarmee Mouvaux wint met 4-1. Hij helpt het team op 22 april 2023 tegen Marcouville (6-4) om zich te kwalificeren voor de play-offs. Op 6 mei 2023 bezorgt hij Mouvaux een overwinning tegen UJS Toulouse door in de laatste seconden te scoren (3-2). In de halve finale play-offs scoort hij tegen Etoile Lavalloise, maar Mouvaux verliest de wedstrijd met 6-4.
Op 14 juli 2023 tekent hij voor twee seizoenen bij Ribera Navarra FS in Spanje, waar hij zich aansluit bij zijn Marokkaanse teamgenoten Anás El Ayyane en Hamza Maimón. Charraoui speelt zijn eerste wedstrijd op 10 september 2023 tegen Santa Coloma (5-5). In februari 2024 keert hij echter terug naar Marokko en tekent bij AS Faucon Agadir, waar hij opnieuw speelt met Anas Dahani en Ismail Amazal. Voor Ribera Navarra scoort hij 6 doelpunten in 14 wedstrijden en neemt deel aan twee Copa del Rey-wedstrijden, waaronder een achtste finale tegen Jaén FS (2-3 verlies).
Na een eerste helft van het seizoen in Spanje, trekt Charraoui naar Faucon Agadir halverwege 2023-2024, waarmee hij het nationale kampioenschap en de Beker van de Troon wint.
In 2024 keert hij terug naar Nederland en sluit zich aan bij Tigers Roermond, die uitkomen in de Champions League. Tijdens het seizoen 2024/25 behaalde hij de dubbel door zowel de beker als het kampioenschap van Nederland te winnen. Hij eindigde ook bovenaan de topscorerslijst met 44 doelpunten.

## Interlandcarrière

### Nederlands zaalvoetbalteam
Voordat hij bij het eerste team van Nederland speelde, kwam Soufian Charraoui vijf keer in actie voor Jong Nederland en wist hij vier doelpunten te scoren. Deze prestaties trokken de aandacht en openden voor hem de deur naar het nationale zaalvoetbalteam. Zijn sterke spel bij Jong Nederland toonde zijn talent en bereidheid om op een hoger niveau te presteren, wat leidde tot zijn promotie naar het eerste team.
Op 24 januari 2021 maakt Charraoui zijn officiële debuut voor het Nederlands zaalvoetbalteam in een vriendschappelijke wedstrijd tegen het Belgisch zaalvoetbalteam. Deze wedstrijd maakte deel uit van de voorbereidingen voor de kwalificaties voor het EK zaalvoetbal 2022, maar eindigde in een nederlaag (1-0). Ondanks zijn debuut bij Nederland besluit Charraoui in 2022 uiteindelijk voor Marokko te kiezen, waar hij later een belangrijke speler zou worden.

### Marokkaans zaalvoetbalteam
Hij speelt zijn eerste wedstrijd voor de Atlas Leeuwen op 2 maart 2022 tegen Bahrein in Manama, waar hij zijn eerste interlanddoelpunt maakt. De maand erop wordt hij door Hicham Dguig geselecteerd voor een dubbele confrontatie tegen Argentinië in Rabat. Marokko wint de eerste wedstrijd (4-3) maar verliest de tweede (3-2).
In juni 2022 wordt Charraoui geselecteerd voor de Arabische Cup in Saoedi-Arabië. Tijdens de tweede groepswedstrijd scoort hij een hattrick tegen Somalië (overwinning van Marokko: 16-0). Hij scoort ook in de volgende wedstrijd tegen Mauritanië (overwinning van Marokko: 13-0). Marokko behoudt zijn titel door in de finale Irak met 3-0 te verslaan.
Na de Confederatiebeker, waarin Marokko de titel wint, wordt Charraoui in oktober 2022 opgeroepen voor een dubbele vriendschappelijke wedstrijd tegen Brazilië in Brazilië. De eerste wedstrijd eindigt in een gelijkspel (0-0), terwijl Brazilië de tweede wedstrijd wint (4-1). Charraoui speelt in november 2022 twee vriendschappelijke wedstrijden tegen Oezbekistan in het Mohammed VI Complex, waarin hij in beide wedstrijden scoort. De maand daarna speelt Marokko twee vriendschappelijke wedstrijden tegen Letland. Charraoui scoort tweemaal in de tweede wedstrijd, die Marokko wint met 7-2.
In maart 2023 neemt hij deel aan dubbele vriendschappelijke confrontaties tegen Irak en Estland. De maand erop wordt hij door Hicham Dguig opgeroepen voor een internationaal toernooi georganiseerd door de FRMF, met deelname van Frankrijk, Kroatië en Japan. Marokko wint het toernooi op eigen bodem. Charraoui speelt in alle wedstrijden en schittert in de laatste wedstrijd door een hattrick te scoren tegen Frankrijk.
In juni 2023 neemt hij deel aan de Arabische Cup in Jeddah, Saoedi-Arabië. Hij scoort in de kwartfinale tegen Saoedi-Arabië (Marokkaanse overwinning, 5-2) en opnieuw in de halve finale tegen Libië (5-1). In de finale tegen Koeweit scoort hij opnieuw in een wedstrijd die Marokko wint met 7-1, waarmee zij hun derde Arabische Cup-titel behalen.
Op 14 september 2023 wint Marokko, 8e op de wereldranglijst, in een vriendschappelijke wedstrijd tegen wereldkampioenfinalist Argentinië met 7-0. Charraoui draagt bij aan deze overwinning door een vrije trap te benutten, wat zijn 20e doelpunt in de nationale ploeg is.
Op 19 september 2023 speelt hij zijn 30e interland voor de Atlas Leeuwen en scoort hij een van de acht Marokkaanse doelpunten tegen Denemarken (overwinning, 8-1).
Deelnemend aan de Afrika Cup 2024 in Marokko wint hij de finale tegen Angola (5-1) en eindigt hij als topscorer van dit toernooi met zeven doelpunten.
In september 2024 neemt hij deel aan het Wereldkampioenschap in Oezbekistan. Hij bereikt de kwartfinale, waar hij wordt uitgeschakeld door Brazilië (nederlaag, 3-1).

## Speelstijl

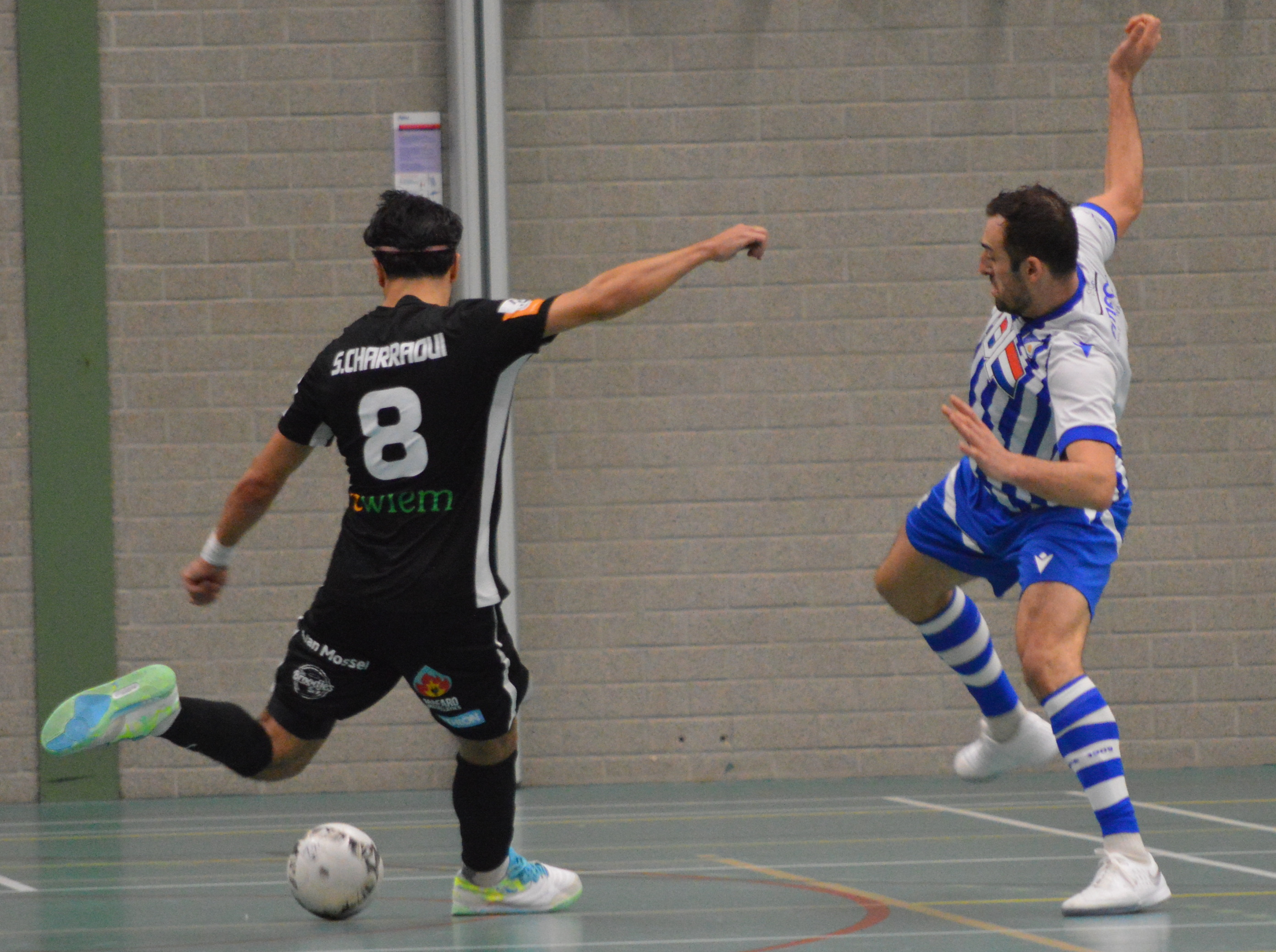
Charraoui maakt zich klaar om te schieten tegen FC Eindhoven op 29 november 2024.

Rechtsbenig, Soufian Charraoui staat bekend om zijn dynamische en krachtige speelstijl in het zaalvoetbal. Zijn imposante postuur stelt hem in staat om fysiek te domineren over zijn tegenstanders, wat hem helpt bij het beschermen van de bal en het winnen van duels. Hij blinkt uit in krachtige en precieze schoten, waardoor hij een constante bedreiging vormt voor de tegenstanders.
Sterk in één-tegen-één-situaties, maakt zijn vermogen om zich effectief te positioneren en acties af te ronden hem tot een belangrijke aanvallende troef. Bovendien stelt zijn spelinzicht en visie hem in staat om kansen te creëren voor zijn teamgenoten, wat zijn spel veelzijdig en onvoorspelbaar maakt. De Nederlandse bondscoach Max Tjaden beschreef hem in 2021 als "een zekere waarde voor de selectie".

## Erelijst
| Competitie      |           |          |          |          |
| Competitie      | Aantal    | Jaren    |          |          |
| Hovocubo        | Hovocubo  | Hovocubo | Hovocubo | Hovocubo |
| --------------- | --------- | -------- | -------- | -------- |
| Eredivisie      | 1x        | 2021/22  |          |          |
| KNVB Beker      | 1x        | 2022     |          |          |
| Elledi Fossano  |           |          |          |          |
| Serie B         | Runner-up | 2020/21  |          |          |
| ASF Agadir      |           |          |          |          |
| Futsal D1       | 1x        | 2023/24  |          |          |
| Marokkaanse Cup | 1x        | 2023     |          |          |
| Tigers Roermond |           |          |          |          |
| Supercup        | 1x        | 2024     |          |          |
| KNVB Beker      | 1x        | 2025     |          |          |
| Eredivisie      | 1x        | 2024/25  |          |          |
| Marokko         |           |          |          |          |
| Afrika-Cup      | 1x        | 2024     |          |          |
| Arab Cup        | 1x        | 2024     |          |          |

### Individueel
- Topscorer in de Eredivisie: 2021/22[34]
- Topscorer in Afrika-Cup: 2024[29]
- Topscorer in de Eredivisie: 2024/25[14]